# Редут Вестославский
Редут Вестославский - сторожевое укрепление Азово-Моздокской укреплённой линии.

## География
Редут Вестославский находился у устья реки Калалы(на правом берегу), в 5 км на юго-восток от села Привольного в Красногвардейском районе Ставропольского края.

## Описание

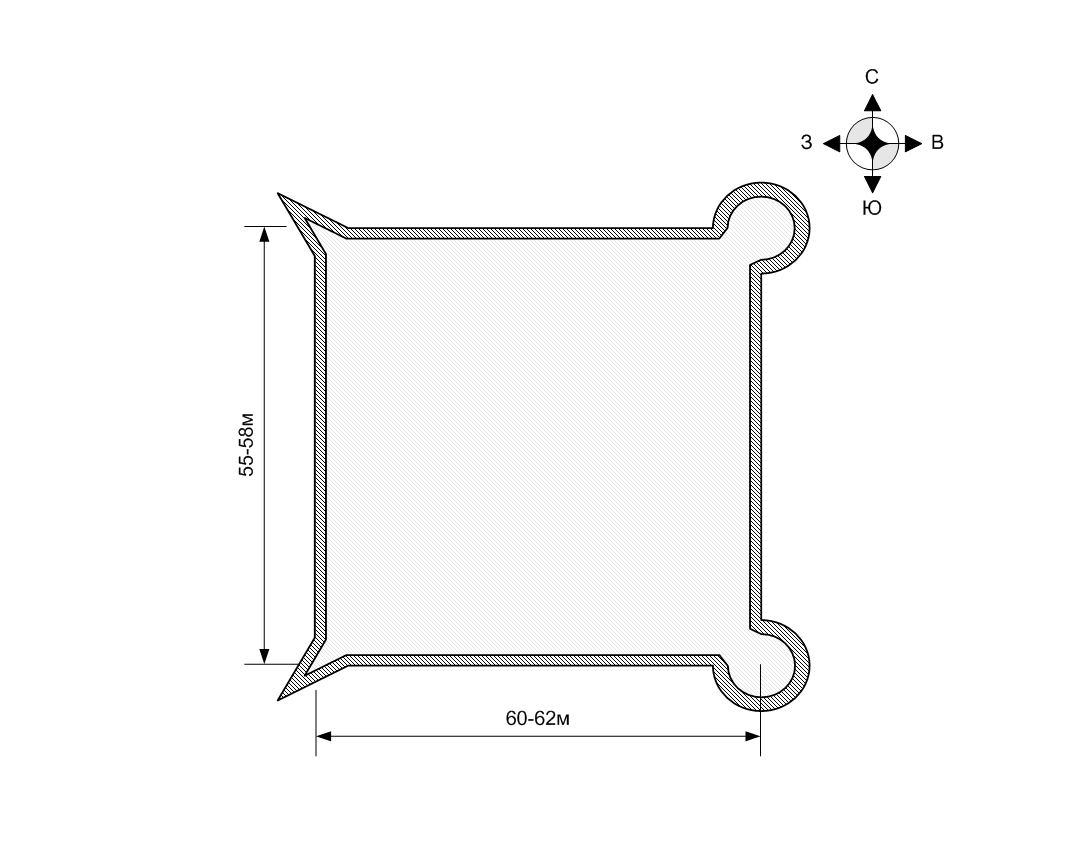
Схема Вестославского редута

Редут Вестославский представлял собой земляной вал, выстроенный в форме четырехугольника со стороной около 60 метров и с земляными бастионами, устроенными в углах редута.

## Назначение
Редут защищал переправу через реку Калалы на тракте из Ставрополя в Черкасск.

## Исторические сведения
«Сборник сведений о Северном Кавказе. Том 1», издание Ставропольского Губернского Статистического Комитета, 1906 г.:

Апрѣль 3 — 1774г. — Закубанцы нападаютъ на ретраншаментъ Вѣстославскій (нынѣ село Привольное Медвѣженскаго уѣзда) при устьѣ р. Калалы, но подполковникъ Бухвостовъ рѣшительно ихъ поражаетъ.

## Наше время
Вестославский редут включен в программу комплексного развития Ставропольского музея-заповедника им. Г.Н. Прозрителева и Г.К. Праве "Ставропольская диагональ". Программой предусматривается создание филиала этого музея-заповедника в селе Привольном.